# Rmen rolní

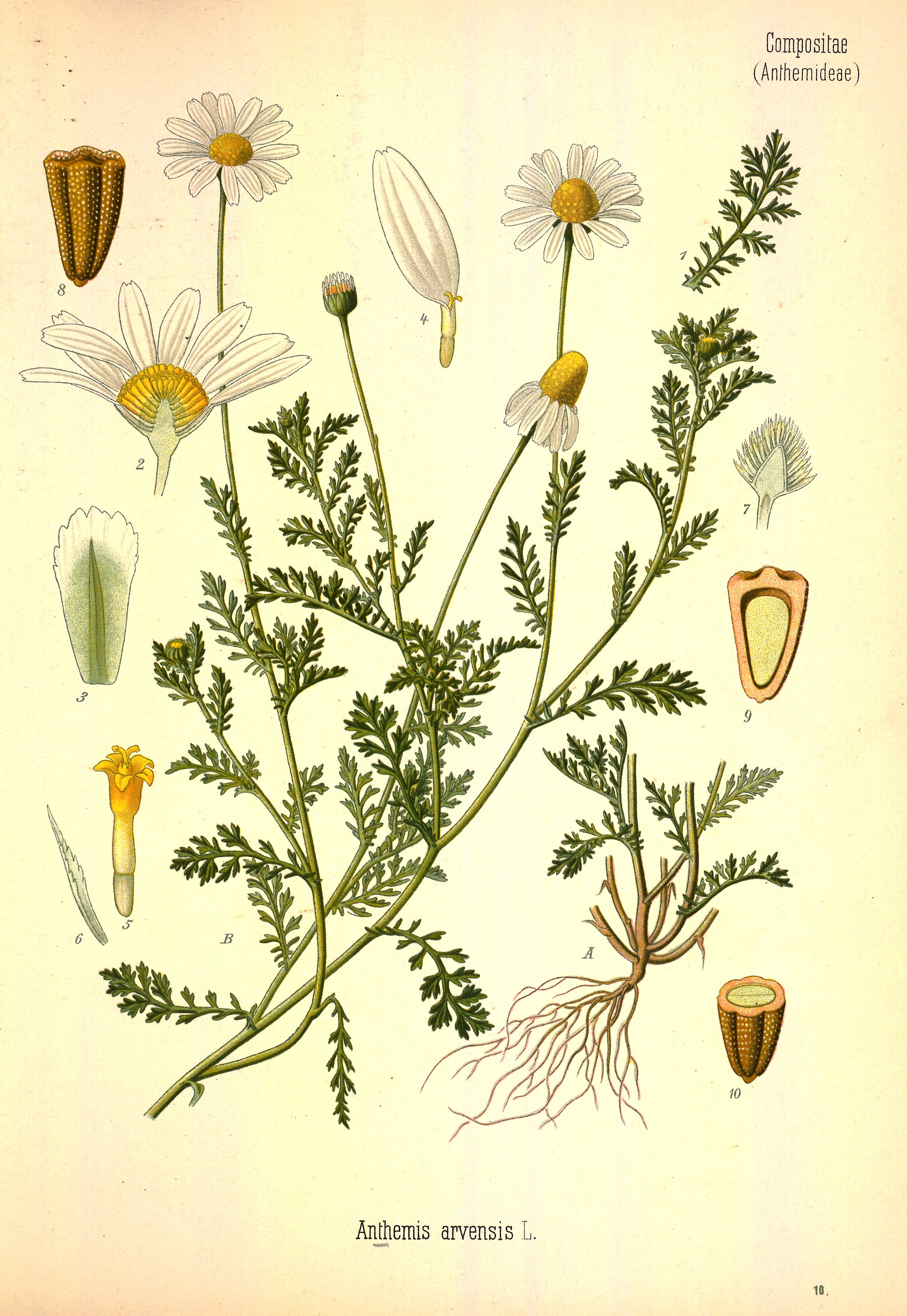
Zobrazení rmenu rolního

Rmen rolní (Anthemis arvensis) je nižší, planě rostoucí rostlina, která od počátku jara do zámrazu kvete žlutobílými úbory. Tento zdomácnělý archeofyt, považovaný za plevel, je jedním ze čtyř druhů rmenů, které v české přírodě rostou.

## Rozšíření
Druh pocházející ze Středozemí je široce rozšířen po celé Evropě, na východě roste až po Bělorusko a Ukrajinu a přes Turecko a Kavkaz až do Íránu; vyskytuje se též ve ke Středozemnímu moři přilehlé části Severní Afriky. Druhotně byl zavlečen do Makaronésie a Jižní Afriky, Japonska, Austrálie, na Nový Zéland i do Severní a Jižní Ameriky.

## Ekologie
V České republice se obvykle vyskytuje v polnohospodářských oblastech, od nížin až do hor, obvykle na chudších písčitých až hlinitých půdách. Není náročný na vláhu ani živiny. Roste na polích, úhorech, v zahradách, u cest, na rumištích, převážně na místech svázaných s lidskou činností. Po poškození rostlina dobře regeneruje, například na strništích po posekání velmi rychle obrůstá a kvete až do mrazu.

## Popis

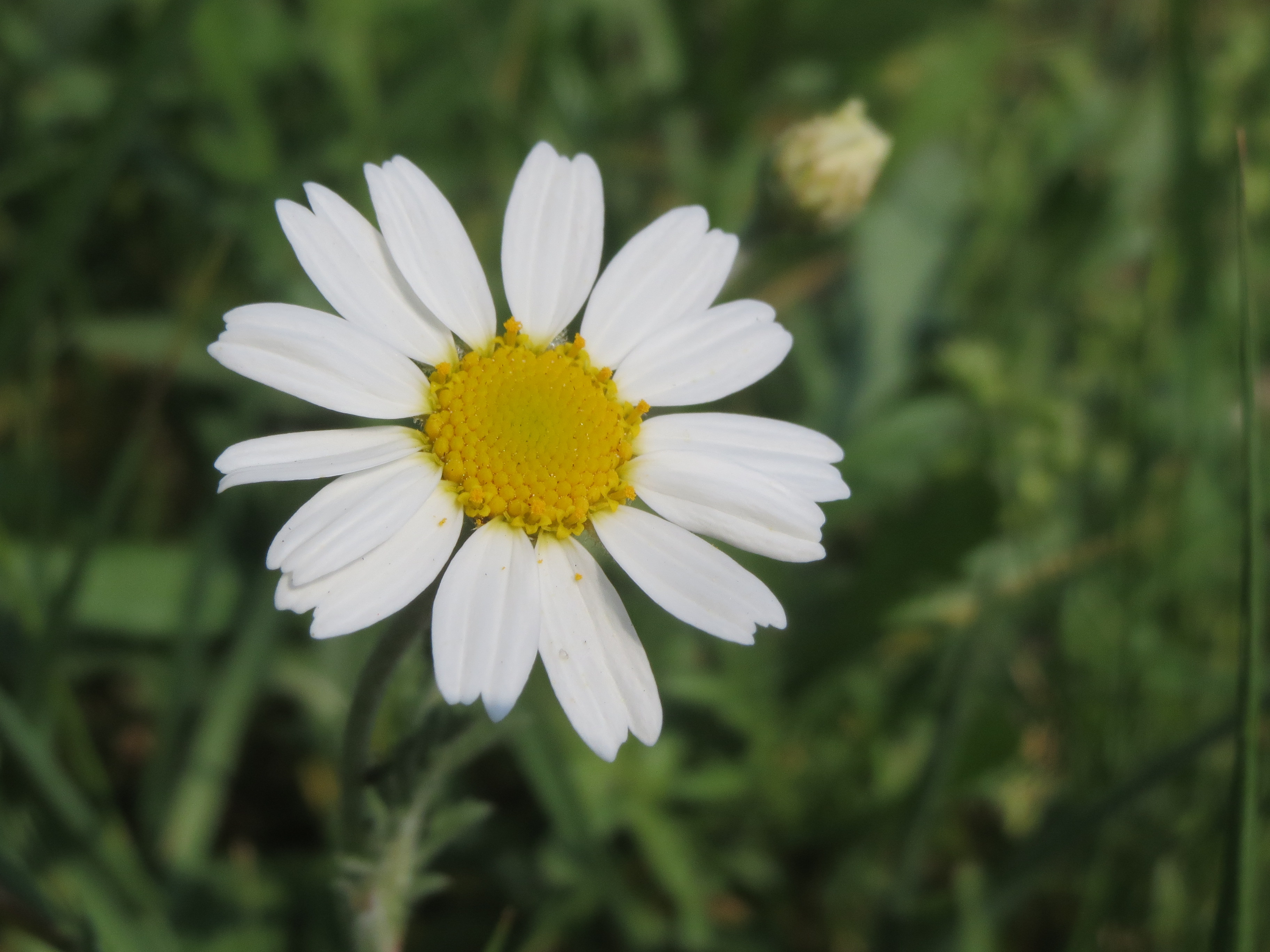
Úbor s kvetoucími květy

Jednoletá až dvouletá rostlina s přímou lodyhou 10 až 50 cm vysokou, kořenící kůlovitým kořenem. Lodyha je vystoupavá až vzpřímená, chlupatá, obvykle již od spodu bohatě rozvětvená a porostlá přisedlými, řídce chlupatými listy. Jejich čepele, v obryse podlouhle vejčité, jsou dvojnásobně peřenodílné s nitkovými úkrojky.
Na koncích větví vyrůstají stopkaté květní úbory s prodlouženým, kuželovitým květním lůžkem porostlým špičatými plevkami. Úbor má v průměru 2 až 3 cm, jeho polokulovitý, víceřadý zákrov je složen z podlouhlých, střechovitě uspořádaných, bledých a na špičce hnědě mázdřitě lemovaných listenů. V terči úboru jsou oboupohlavné květy s pěti tyčinkami, pěticípou trubkovitou korunou zlatožluté barvy a dvouplodolistovým pestíkem. Po okraji terče vyrůstá osm až patnáct jazykovitých samičích květů s bílými, opadavými, eliptickými ligulami dlouhými 5 až 17 mm, které mají na hrotu dva až tři zoubky. Rostliny kvetou od konce května do podzimu, květy jsou opylovány drobným hmyzem.
Plody jsou heterokarpické čtyřhranné nažky, samičí květy produkují nažky 1,8 až 2,2 mm dlouhé, silně klínovité a podélně zřetelně žebernaté, oboupohlavné květy mají nažky drobnější, jen 1,4 až 1,8 mm dlouhé, mírně klínovité a podélně jemně žebrované. Nažky jsou žlutohnědé, drsné, matné, v horní části uťaté, mají deset žeber a nemají chmýr.

## Rozmnožování
Rostliny se rozmnožují semeny (nažkami), kterých rostlina vyprodukuje více než tisícovku. Jsou nestejně klíčivá a vzcházejí již při teplotě jen několik stupňů nad nulou. Průběžně klíčí po celý rok, nejvíce na jaře. Rostliny rostoucí od jara přes léto vykvetou, k podzimu vytvoří semena a pak většinou uschnou, některé ale zimu přežijí a kvetou ještě i v dalším roce. Pokud semenáče vyrostou na podzim, obvykle zimu bez újmy přečkají a kvetou již od jara.
Semena si v půdě podržují životnosti po dlouhou dobu, klíčí z hloubky do 4 cm. Jsou rozptylována větrem, vodou nebo lidskou činnosti. Na některých místech se rostliny nečekaně objevují ve velkém počtu, to je přičítáno probuzení semen z velké půdní zásoby, která je u tohoto druhu typická.

## Význam
V České republice je rmen rolní vnímán jako rostlina omezující pěstované užitkové plodiny, které v mládí zastiňuje a průběžně jim odčerpává vodu a živiny. Jedná se hlavně o ozimé obiloviny a řepku, působí obtíže i v okopaninách a zelenině. Svou přítomnosti znehodnocuje víceleté pícniny, protože zvířata rmen nežerou. Jeho množství lze omezovat správnou péči o půdu, střídáním plodin i použitím herbicidů. Je řazen mezi plevele, které pro zemědělskou činnost nejsou příliš nebezpečné.

## Galerie

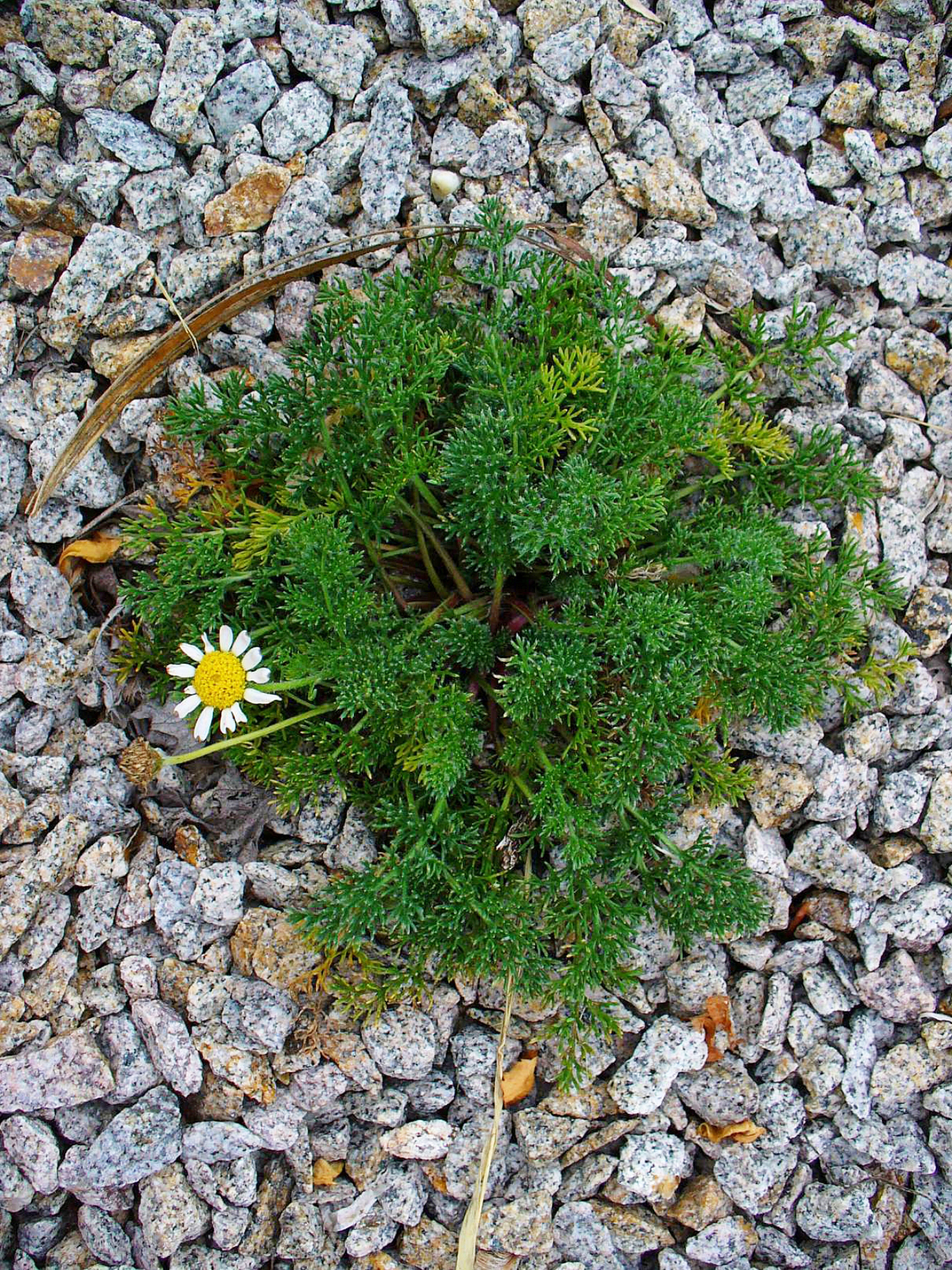
Mladá rostlina
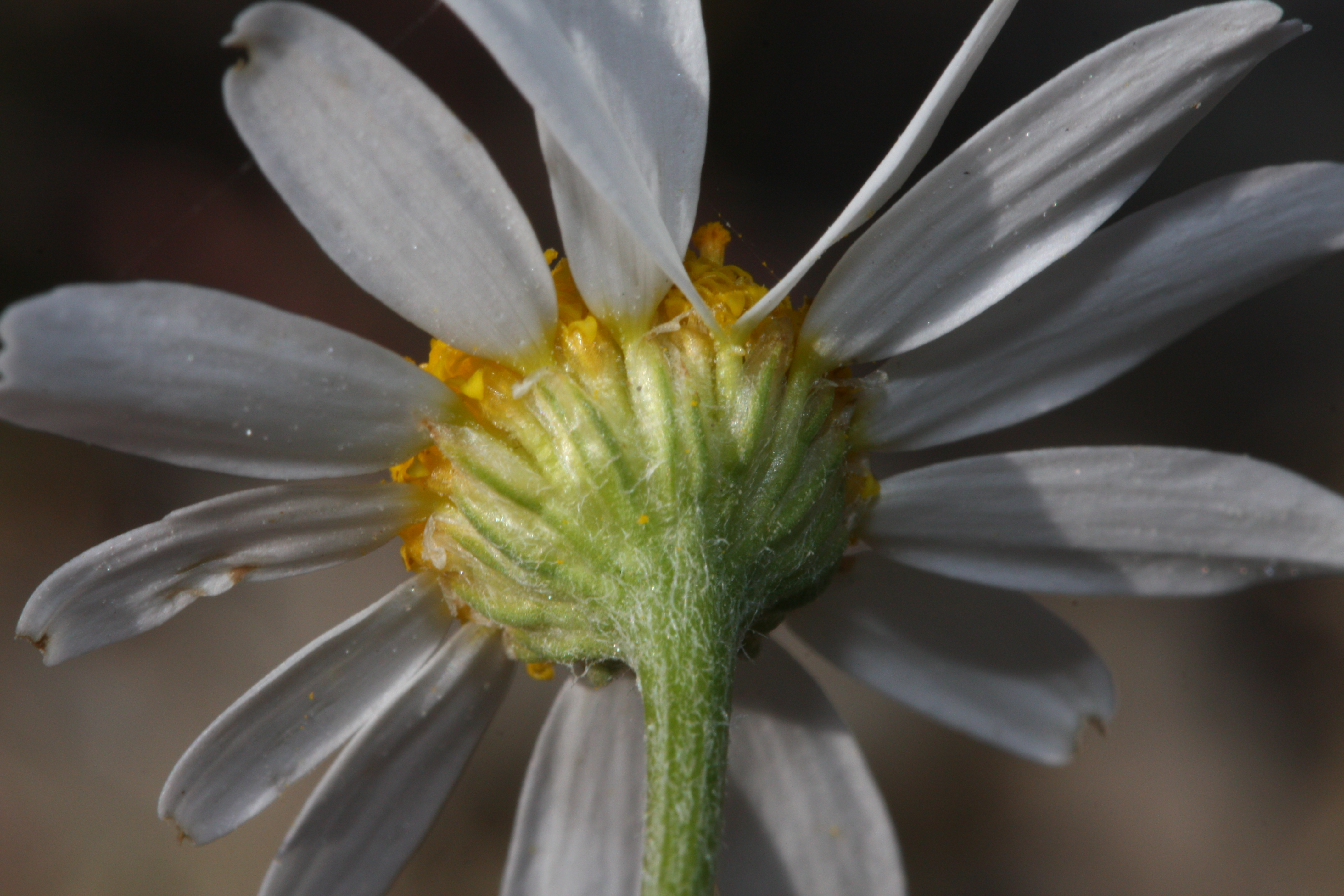
Zákrov
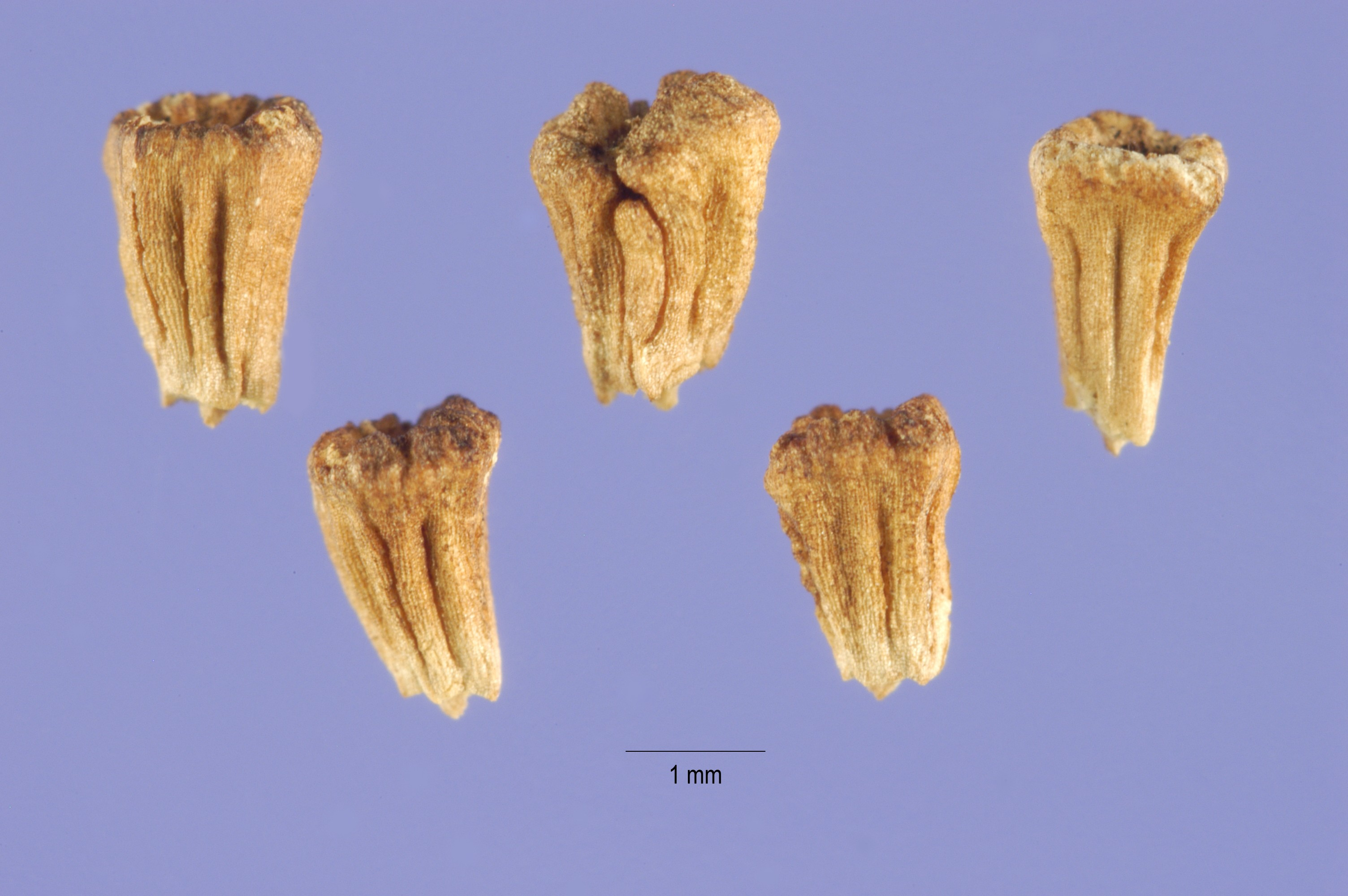
Nažky
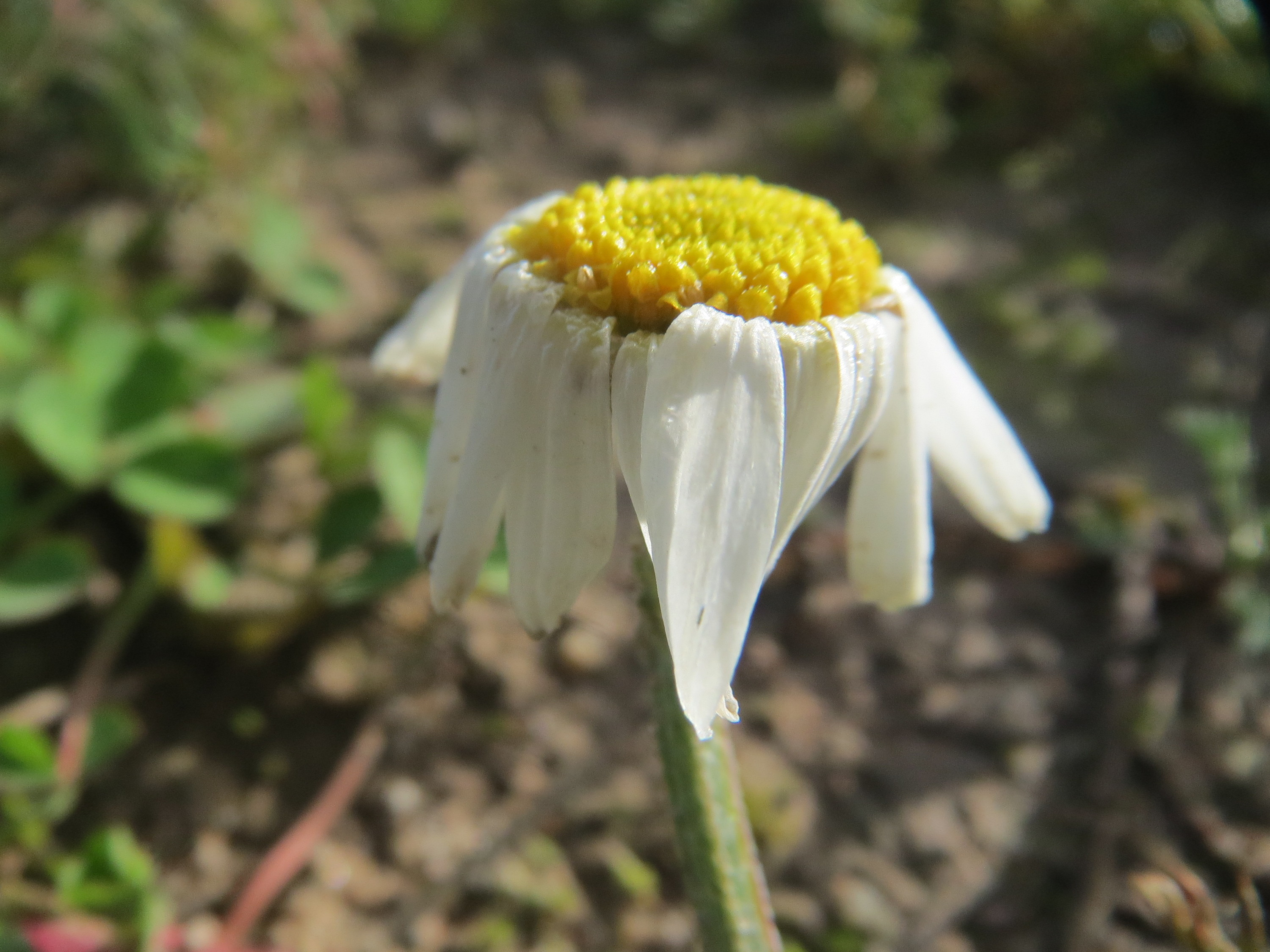
Odkvétající úbor